# Coupe du monde de slalom de canoë-kayak 2018
Navigation
Coupe du monde de slalom 2017 Coupe du monde de slalom 2019
La 31e coupe du monde de slalom en canoë-kayak, organisée par la Fédération internationale de canoë, se déroule du 22 au 9 septembre 2018.

## Calendrier
| Date                   | Ville             | Pays      |
| ---------------------- | ----------------- | --------- |
| 22 au 24 juin          | Liptovský Mikuláš | Slovaquie |
| 29 juin au 1er juillet | Cracovie          | Pologne   |
| 6 au 8 juillet         | Augsbourg         | Allemagne |
| 31 août au 2 septembre | Tacen             | Slovénie  |
| 7 au 9 septembre       | La Seu d'Urgell   | Espagne   |

## Résultats
Le tableau recense les vainqueurs de chaque catégorie pour chacune des étapes.
| Catégorie        |                                    |                                     |                                           |                                     |                                     |
| C-1 hommes       | Sideris Tasiadis                   | David Florence                      | Sideris Tasiadis                          | Sideris Tasiadis                    | Luka Božič                          |
| C-1 femmes       | Jessica Fox                        | Jessica Fox                         | Jessica Fox                               | Jessica Fox                         | Jessica Fox                         |
| C-2 mixte        | Slovaquie Sona Stanovska Jan Batik | Tchéquie Tereza Fišerová Jakub Jane | Allemagne Jasmin Schornberg Thomas Becker | Tchéquie Veronika Vojtová Jan Mašek | Tchéquie Tereza Fišerová Jakub Jane |
| K-1 hommes       | Sebastian Schubert                 | Joseph Clarke                       | Peter Kauzer                              | Žan Jakše                           | Giovanni De Gennaro                 |
| K-1 femmes       | Jessica Fox                        | Jessica Fox                         | Jessica Fox                               | Corinna Kuhnle                      | Ricarda Funk                        |
| K-1 hommes cross | Pavel Eigel                        | Nikita Gubenko                      | Pavel Eigel                               |                                     |                                     |
| K-1 femmes cross | Sage Donnelly                      | Polina Mukhgaleeva                  | Ana Satila                                |                                     |                                     |

## Classement final
| Épreuve         | Or                         | Argent                     | Bronze                     |
| --------------- | -------------------------- | -------------------------- | -------------------------- |
| C1 hommes       | Alexander Slafkovský       | Luka Božič                 | Sideris Tasiadis           |
| C1 femmes       | Jessica Fox                | Mallory Franklin           | Viktoria Wolffhardt        |
| C2 mixte        | Tereza Fišerová Jakub Jane | Yves Prigent Margaux Henry | Veronika Vojtová Jan Mašek |
| K1 hommes       | Jiří Prskavec              | David Florence             | Vít Přindiš                |
| K1 femmes       | Jessica Fox                | Ricarda Funk               | Corinna Kuhnle             |
| K1 hommes cross | Pavel Eigel                | Mike Dawson                | Christian De Dionigi       |
| K1 femmes cross | Martina Wegman             | Ana Sátila                 | Polina Mukhgaleeva         |